# ヤドクガエル属
ヤドクガエル属（矢毒蛙属、Dendrobates）は、両生綱無尾目ヤドクガエル科に属する属の1つ。模式種はアイゾメヤドクガエル。

## 分布
北アメリカ大陸南部、南アメリカ大陸

## 形態
小型種のみで構成され最大種のアイゾメヤドクガエルでも体長5cm程。鮮やかな色彩を持つ種がいるが、地域や個体により色彩や斑紋に変異があり同定は困難。

## 生態
熱帯雨林等に生息する。主に林床に生息するが、木に登ることもある。
食性は肉食性で小型昆虫類や節足動物等を食べる。
繁殖形態は卵生で、地面等に卵を産む。孵化するまで卵に水分を運び、孵化した幼生は背中に乗せて水場へ運ぶ。幼体に食物として無精卵 (trophic egg) を与える種も知られている（エッグフィーダー）。

## 分類
- Dendrobates auratus　マダラヤドクガエル　Green and black poison dart frog
- Dendrobates azureus　コバルトヤドクガエル　Blue poison dart frog
- Dendrobates fantasticus　ズアカヤドクガエル
- Dendrobates galactonotus　セマダラヤドクガエル
- Dendrobates histrionicus　ハイユウヤドクガエル　Harlequin poison dart frog
- Dendrobates imitator　マネシヤドクガエル　Imitator poison dart frog
- Dendrobates lehmanni　アカオビヤドクガエル
- Dendrobates leucomelas　キオビヤドクガエル　Yellow-banded poison dart frog
- Dendrobates pumilio　イチゴヤドクガエル　Strawberry poison dart frog
- Dendrobates tinctorius　アイゾメヤドクガエル　Dyeing poison dart frog
- Dendrobates truncatus　リンカクヤドクガエル
- Dendrobates ventrimaculatus　アマゾンヤドクガエル Amazon poison frog　等

## 人間との関係
有毒種ではあるが飼育下では毒がなくなるとされることや、外観が美しいことからペットとして飼育されることもある。